# NGC 2838
NGC 2838 је елиптична галаксија у сазвежђу Рис која се налази на NGC листи објеката дубоког неба.
Деклинација објекта је + 39° 18' 59" а ректасцензија 9h 20m 43,0s. Привидна величина (магнитуда) објекта NGC 2838 износи 13,8 а фотографска магнитуда 14,8. NGC 2838 је још познат и под ознакама MCG 7-19-61, CGCG 209-55, NPM1G +39.0203, PGC 26434.